# Maria Ludovica Gonzaga
Maria Ludovica van Mantua, ook Maria Ludovica van Gonzaga-Nevers (Parijs, 18 augustus 1611 – Warschau, 10 mei 1667) was een dochter van Karel III van Nevers en van Catharina van Mayenne. Zij was een tijd de verloofde van Henri Coiffier de Ruzé d'Effiat, markies van Cinq-Mars, die met haar wilde trouwen , maar kardinaal de Richelieu verklaarde «qu'il ne croyait pas que la Princesse Marie eût tellement oublié sa naissance qu'elle voulût s'abaisser à si petit compagnon», en het huwelijk ging niet door.
Half november 1645 huwde zij in de Notre Dame te Parijs met de handschoen van de Poolse koning Wladislaus IV Vasa, die weduwnaar was. Na de plechtigheid begon ze met haar gevolg aan de lange reis naar haar nieuwe land, dat ze evenmin als haar echtgenoot ooit had gezien. Op 27 december arriveerde ze in Amsterdam, waar nog net op tijd een eregarde bij de stadspoort was gestationeerd. Stadhouder Frederik Hendrik stuurde spoorslags zijn 19-jarige zoon de erfprins naar Amsterdam om de kersverse koningin alsnog egards te brengen. Prins Willem was een liefhebber van toneel, en hij nam haar op 30 december mee naar de Amsterdamse schouwburg.
Al in 1648 werd Maria weduwe, en op 30 mei 1649 hertrouwde ze met haar zwager Jan II Casimir Wasa.
Uit beide huwelijken had ze geen kinderen.
Marie Louise Gonzaga was een actieve vrouw, met ambitieuze economische en politieke plannen. De Poolse adel ergerde zich aan haar interesse in de politiek, maar zij bleef een belangrijke rol spelen, zoals bij het afweren van de Zweedse invasie (1655). Zij stichtte in 1652 de eerste Poolse krant, Merkuriusz Polski Ordynaryjny, en in 1654 stichtte zij het eerste klooster van de orde van Maria Visitatie in Polen.